# Jadwiga Turszańska
Jadwiga Turszańska także Jadwiga Obarska z domu Schneider (ur. 24 stycznia 1901 w Warszawie, zm. 23 kwietnia 1986) – polska pisarka i nauczycielka języka francuskiego.

## Życiorys
Ukończyła studia na Université de Grenoble. W latach 1920–1932 była nauczycielką języka francuskiego w szkołach średnich. Podczas II wojny światowej przebywała w ZSRR, a po powrocie do Polski, zamieszkała w Łodzi. W 1948 debiutowała w prasie jako prozaik. Jest autorką opowiadań „Znajomi z Radłowa” oraz powieści „Świt nad jeziorem”. Należała do Związku Literatów Polskich.
Mieszkała w dawnym domu literatów, przy ul. Stefana Żeromskiego 21 w Łodzi.
Została pochowana na cmentarzu rzymskokatolickim Matki Bożej Nieustającej Pomocy w Łodzi.

## Publikacje
- „Znajomi z Radłowa” (1950),
- „Świt nad jeziorem” (1955)[2].